# Матлок
Матлок (на английски: Matlock) е американски телевизионен сериал, съдебна драма с Анди Грифит в главната роля като адвокат Бен Матлок. Излъчва се в продължение на девет сезона, от 1986 до 1992 г. на канал NBC и от 1992 до 1995 г. на Ей Би Си. В центъра е възрастният адвокат Бен Матлок от Атланта, като по-голямата част от действието се развива в съда. Сериалът получава няколко награди, включително няколко Еми и номинация за Златен глобус. Излъчени са общо 194 епизода.